# Renaissance mantouane
La Renaissance mantouane prend son essor au milieu du XVe siècle, sous l’impulsion de la dynastie des Gonzague qui fait de la ville de Mantoue, malgré la petite taille du territoire et son importance relative sur l'échiquier européen, l'une des plus nobles cours d'Europe. Contrairement à d'autres déclinaisons de la Renaissance italienne, celle de Mantoue est uniquement le fait de la maison régnante : la différence entre les revenus des Gonzague et ceux des Mantouans, si riches soient-ils, est abyssale.

## Contexte

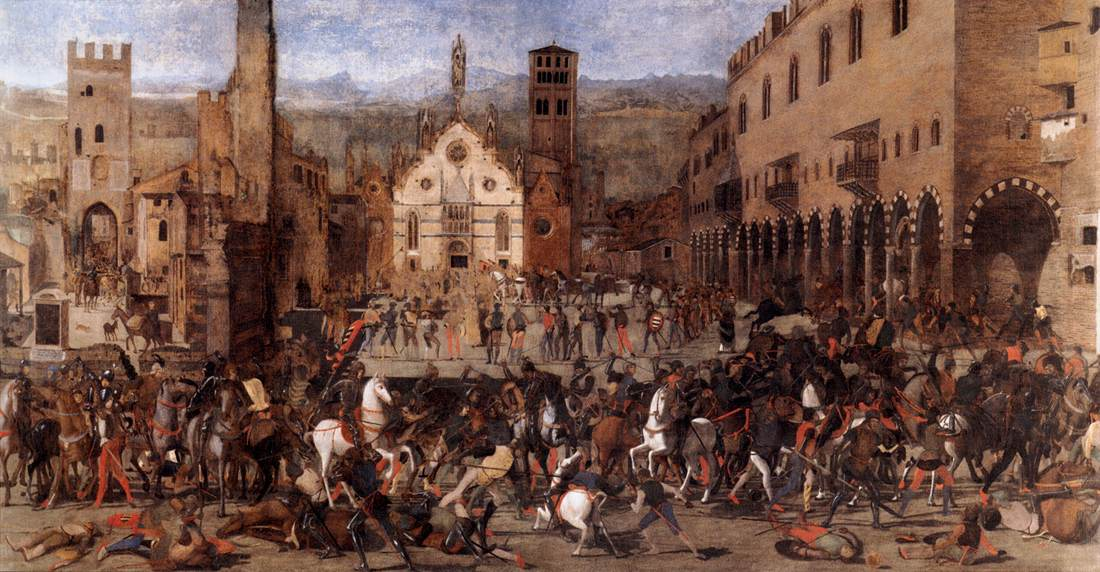
Domenico Morone, Expulsion des Bonacolsi de Mantoue en 1328 (1494).

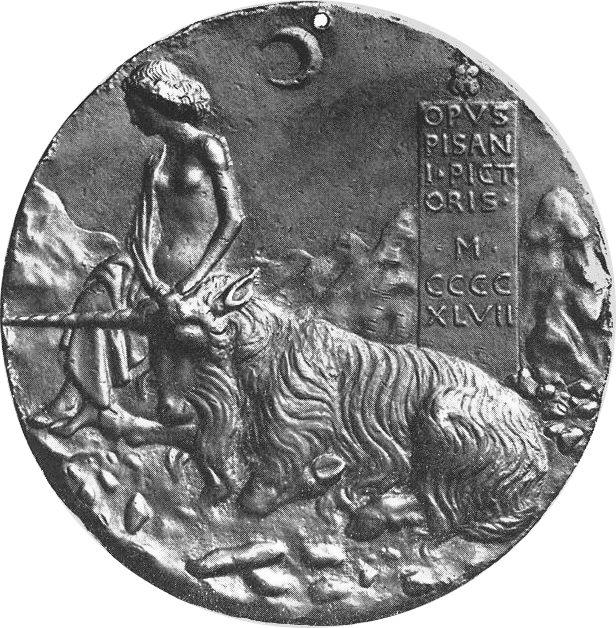
Pisanello, le verso de la médaille de Cecilia Gonzaga.

La famille Gonzague chasse les Bonacolsi en 1328, imposant une domination sur Mantoue qui dure jusqu'au XVIIe siècle. Comme Mantoue est un fief impérial, elle s’emploie énergiquement pour obtenir une légitimation impériale qui arrive en 1432 lorsque Gianfrancesco Gonzague obtient le titre de marquis. Le lien impérial a toujours été une source de fierté et de prestige pour la famille, comme le manifestent ses nombreux mariages avec des princesses d'origine allemandes.
Dynastie de mécènes, la famille Gonzague cherche immédiatement à consolider sa domination sur la ville en passant notamment des commandes aux artistes et en s'installant dans le Château Saint-Georges.
À partir de 1423, Gianfrancesco Gonzaga finance la création de la Ca 'Zoiosa, l'école de l'humaniste Vittorino da Feltre qui est le tuteur de ses enfants. La future classe dirigeante est ainsi éduquée dès l'enfance à la culture classique, à l'histoire romaine, à la poésie, à la philosophie, aux mathématiques et à l' astrologie.
Dans la première moitié du siècle, un goût pour le gothique tardif prévaut à Mantoue comme dans le reste de la Lombardie. Pisanello y séjourne en qualité d'artiste de cour jusqu'à sa mort en 1455. Il crée des fresques chevaleresques comme le Tournoi-Bataille Louverzep, et une série de médailles d'une grande élégance. Les contacts avec les artistes toscans sont fréquents, comme le montre la présence de Filippo Brunelleschi dans la ville entre 1436 et 1438, où il est sollicité pour des problèmes hydrauliques. Le courant humaniste qui se répand dans Mantoue favorise une connaissance précoce de la Renaissance padouane, avec des contacts fréquents avec Donatello et les séjours des architectes toscans Antonio Manetti et Luca Fancelli.
Le règne de Louis III Gonzague, qui fit ses études à la Maison joyeuse de Vittorino da Feltre et demeure au pouvoir jusqu'en 1478, marque un premier point culminant dans la vie artistique de la ville. Il est suivi du court marquisat de son fils Frédéric. Le jeune François II qui lui succède, est surtout attiré par les armes, autre tradition familiale, même s'il est aussi amateur d'art et mécène, et devient un chef militaire reconnu. Son épouse Isabelle d'Este, l'une des femmes les plus cultivées et les plus célèbres de la Renaissance, domine alors la scène artistique, collectionnant des antiquités de grande valeur et attirant les plus grands artistes de la péninsule, tels que Titien, Le Pérugin, Léonard de Vinci et Le Corrège. Elle transmet sa passion du mécénat à son fils Frédéric II qui fait venir à Mantoue Giulio Romano, un disciple éminent de Raphaël, qui construit pour lui le Palais du Te, un exemple parfait du classicisme du XVIe siècle.
À Mantoue, les interventions urbaines sont limitées en raison des faibles possibilités de faire évoluer les structures déjà existantes : sur trois côtés en effet, la ville est ceinturée des lacs formés par le Mincio, qui forment des marécages, avec un réseau fluvial hérité de l'époque romaine. La partie nord-est de la ville est constituée de l'ancien centre politico-religieux autour de l'actuelle Piazza Sordello, siège du palais Bonacolsi. Le noyau municipal est formé de la Piazza delle Erbe et du Broletto, à proximité du marché.
La ville de Mantoue tire ses revenus de l'agriculture, de l'élevage et des gages de condottiere.

## Le concile de 1459 et ses impacts culturels
Un bond qualitatif se produit après la paix de Lodi en 1459, lorsque Mantoue accroit son prestige politique, confirmant l'importance de la ville sur l'échiquier italien, entre les Visconti de Milan et la république de Venise. Cette position centrale se confirme la même année lorsque Mantoue est choisie comme siège pour le concile appelé par Pie II afin d'organiser une croisade contre les Ottomans après la chute de Constantinople de 1453. À cette occasion, le marquis Louis III appelle Leon Battista Alberti, qui arrive dans la ville en 1459, et Andrea Mantegna qui le rejoint en 1460, et qui vont devenir les références incontestées de l'avant-garde artistique mantouane. L'entrée solennelle de Pie II dans Mantoue est un triomphe pour la diplomatie des Gonzague. Les souverains et les grands ecclésiastiques se pressent dans la ville avec leurs suites importantes d'ambassadeurs, d'humanistes, de courtisans et de diplomates

### Urbanisme
Apprenant que le pape avait émis quelques critiques concernant les rues boueuses de la ville au climat humide et malsain, Louis III entreprend aussitôt des améliorations, en commençant par le pavage de la place centrale.
Les Gonzague établissent le nouveau centre politique au château Saint-Georges et construisent deux églises : la basilique Saint-André de Mantoue qui contient des reliques vénérées, et l'église Saint-Sébastien, église privée de la famille régnante.

### Architecture

#### Leon Battista Alberti
En 1459, l'éminent théoricien de l'architecture Leon Battista Alberti, alors employé comme secrétaire papal, suit le pape lors du congrès et reste dans la ville plusieurs mois après le départ du pontife. Le palais du Podestat est restauré selon ses plans. Il y revient ensuite pour des séjours prolongés en 1463, 1470 et 1471, afin de superviser la construction des grandes églises mantouanes San Sébastien et Saint André.
Fancelli, avec qui le marquis collabore étroitement, est chargé des moindres détails pour l'exécution des édifices mantouans d'Alberti.

#### Église Saint-Sébastien

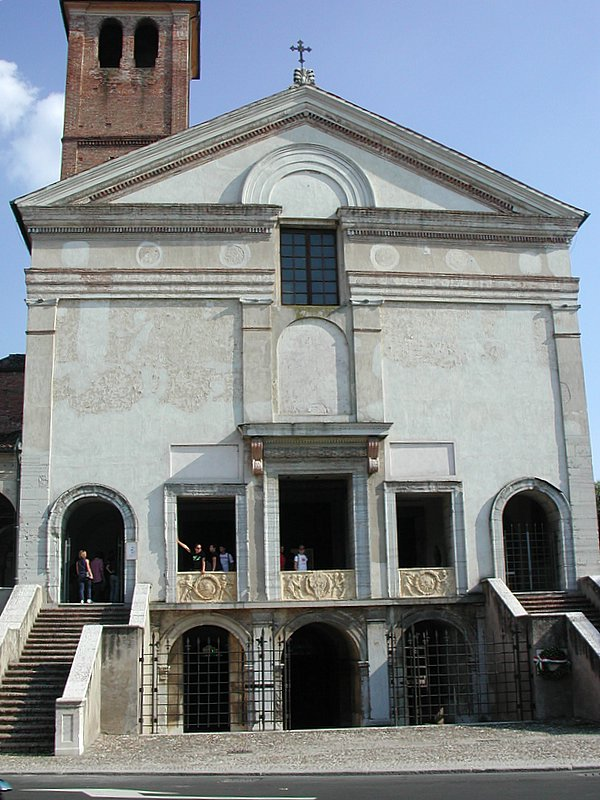
Église Saint-Sébastien de Mantoue.

En architecture, l'arrivée en 1459 de Leon Battista Alberti est décisive. Sa première intervention concerne, à partir de 1460, l'église Saint-Sébastien, qui se dresse à la limite du centre de la cité, le long d'une des artères principales qui mène à la zone marécageuse du Té, juste à l'extérieur des murs où se trouvent les écuries des célèbres chevaux qui font la fierté de la dynastie régnante.
Alberti conçoit un bâtiment austère et solennel. Bien que son projet n'ait pas été achevé fidèlement et ait été arbitrairement restauré au XXe siècle, il constitue, à la Renaissance, la base des études sur les bâtiments en croix grecque. L'église est édifiée sur deux étages, le niveau le plus bas se situant au sous-sol, et s'articule sur un espace central presque cubique et couvert par une croisée d’ogives, à partir de laquelle se ramifient trois bras courts absidaux de taille égale. Le quatrième côté est celui de la façade, où se trouve un portique qui se compose aujourd'hui de cinq ouvertures. Il reprend le plan du temple classique sur podium, avec une architrave cassée, un tympan et une arche syriaque, qui témoignent de l'extrême liberté avec laquelle l'architecte a disposé les éléments. L'inspiration vient peut-être d’une œuvre antique tardive comme l'arc d'Orange.

#### Basilique Saint-André

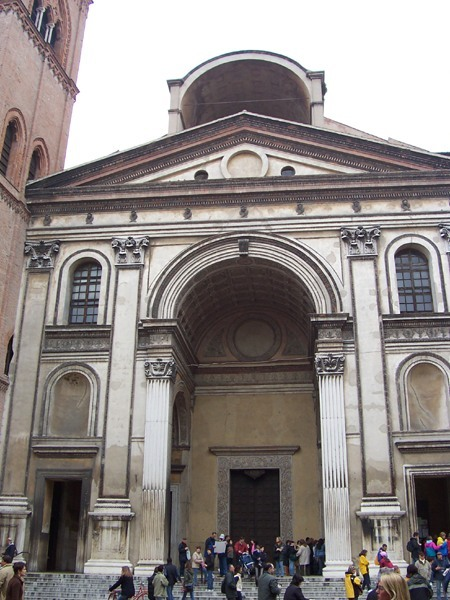
Basilique Saint-André de Mantoue.

L’architecture antique classique est bouleversée avec la même complaisance dans la basilique Saint-André, avec, dans ce cas, la modification des projets originaux pendant le chantier, après la mort d'Alberti. Le bâtiment est conçu pour remplacer un sanctuaire où une précieuse relique du sang du Christ est vénérée. Il doit à la fois accueillir et impressionner les pèlerins venus de très loin. Dans une lettre de 1470 adressée à Louis III, Alberti promet que l'édifice sera plus spacieux, plus éternel, plus digne, plus gai et moins cher que le projet antérieur de l'architecte florentin Antonio Manetti. Il change l'orientation de l'église en l'alignant sur l'axe routier qui reliait le Palais ducal au Palais du Te.
L'église possède un plan en croix latine, avec une seule grande nef, une voûte en berceau et un plafond à caissons, sur laquelle nef s'ouvrent des chapelles latérales rectangulaires. Le choix architectural est également lié à des références antiques particulières, comme le temple étrusque décrit par Vitruve et la basilique de Maxence. Pour parachever monumentalement tout le quartier, une importance particulière est accordée à la façade qui se présente comme un arc de triomphe, avec une seule arche entre les murs qui est encore plus monumentale que celle de la façade du temple Malatesta à Rimini. L'accent est ensuite mis sur une deuxième voûte supérieure, au-delà du tympan, qui marque la hauteur de la nef et qui, grâce à une ouverture intérieure, permet d'éclairer le bâtiment.

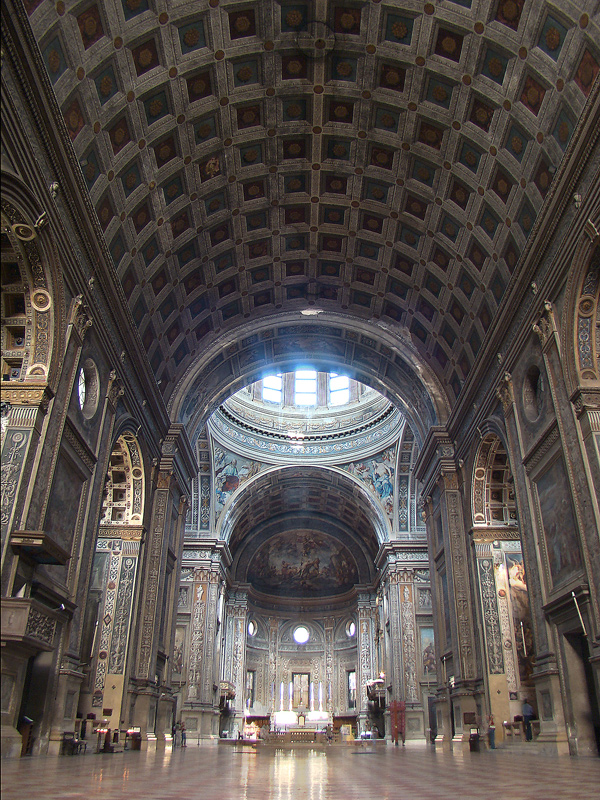
Intérieur de Sant'Andrea.

#### Palais ducal et château Saint-Georges
À partir du règne de Louis III Gonzague, le Château Saint-Georges, une forteresse robuste sur le Mincio, subit des changements qui, progressivement, ont transformé son apparence de bâtiment militaire en une élégante résidence. A l'annonce de la tenue du congrès de l'Église, le marquis demande à Luca Fancelli, ingénieur-tailleur de pierre florentin qui est à Mantoue depuis 1450, de commencer à transformer l'ancien château fortifié des Gonzague en une luxueuse résidence princière, tandis que l'impressionnant édifice palatial qu'on appelle la « Corte » est libéré pour le pape et sa suite.
Les premiers travaux se concentrent sur l'ensemble des bâtiments appelé la Corte, qui comprend les deux anciens palais de la famille Bonacolsi.

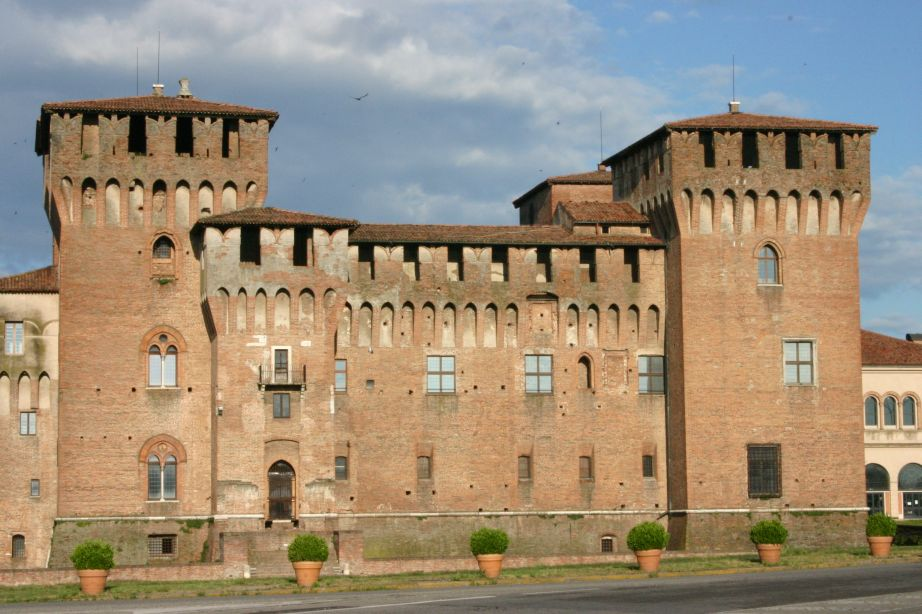
Château San Giorgio.

### Pisanello
Une des premières œuvres importantes est commandée par Louis III à Pisanello pour une des nombreuses salles peintes de la Corte, la grande Sala del Pisanello. Commencée vers 1447-1448 environ, elle est abandonnée quand Pisanello part pour Naples. Une grande part du projet ne dépasse pas le stade du dessin préparatoire (sinopia). Le sujet est inspiré du monde de la chevalerie. Louis III et son père y apparaissent en compagnie des héros de la Table ronde.

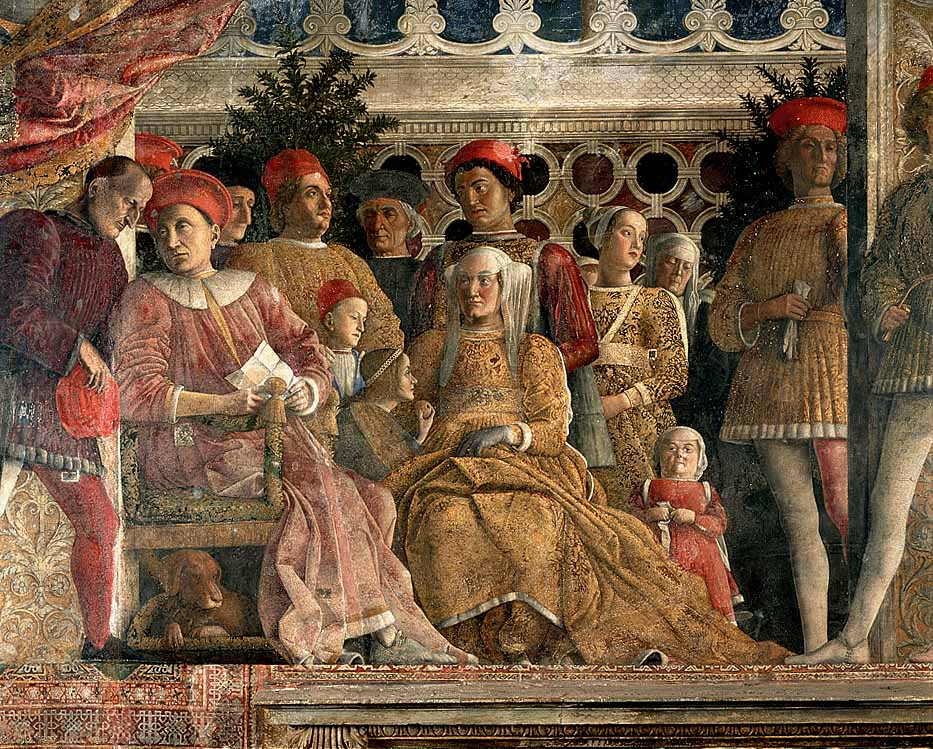
La cour ducale dans La Chambre des Époux.

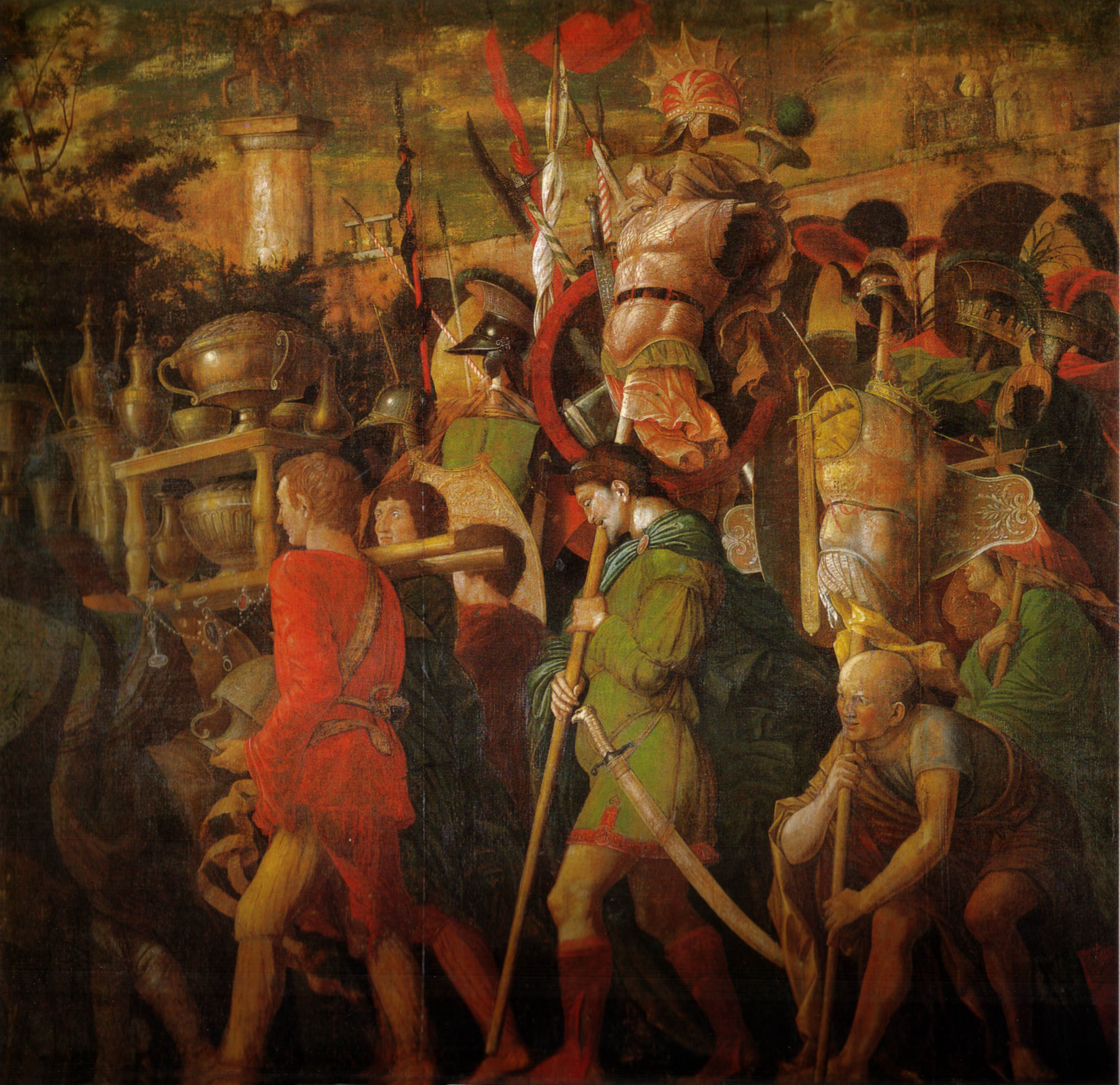
Triomphes de César, sixième scène : porteurs de corsets, trophées et armures.

## Andrea Mantegna
La production picturale des Gonzague est dominée pendant tout le XVe siècle par Andrea Mantegna, artiste de la cour à partir de 1460, quand il succède à feu Pisanello au style encore gothisant, jusqu'à sa mort en 1506. Découvert à un très jeune âge à Padoue par Louis III Gonzague, il est alors déjà reconnu comme l'un des artistes les plus innovants de la scène italienne, avec un fort intérêt pour l'Antiquité classique et pour l'apparition dans ses peintures de lieux illusoirement ouverts, où l'espace véritable et l'espace peint se mélangent avec une grande habileté. Il est déjà considéré comme un humaniste, passionné de lettres et d'antiquités qui souhaite illustrer et développer les idées d'Alberti.
Parmi les premières œuvres réalisées pour le marquis, le panneau de La Mort de la Vierge se distingue, qui est créé pour une chapelle privée, aujourd’hui disparue du château Saint-Georges dont il supervise aussi les plans. Le thème est traité sans indices miraculeux, dans une architecture avec une vue de la fenêtre. L'adoucissement des formes et des couleurs, qui est déjà présent chez Mantegna dans le Retable de San Zeno (1457-1459), est ici développé, avec une plus grande naturalité des gestes et des figures humaines, qui sont anoblies par le souffle monumental de la composition. Ses tableaux témoignent d'un véritable bouleversement artistique, le passage du gothique international à la Renaissance. Dans la Circoncision, peint pour cette même chapelle et aujourd'hui au Musée des Offices à Florence, tout l'arrière-plan est figuré comme une architecture à l'Antique, démontrant da parfaite maîtrise de la perspective géométrique.
Le chef-d'œuvre de l'artiste à Mantoue est La Chambre des Époux (dénommée précédemment comme « La Chambre peinte » ou Camera picta), achevée en 1474. La salle où il est réalisé est de taille modeste. Les fresques couvrent les murs et la voûte. Deux des quatre côtés sont recouverts de draperies peintes tandis que les autres ont les mêmes rideaux qui sont cependant écartés pour révéler des scènes de la cour des Gonzague. Les piliers peints semblent contenir une loggia qui perce l'espace réel du mur. Des objets réels présents dans la pièce sont représentés, tels que l'étagère de la cheminée qui devient la base surélevée d'une terrasse où Louis, assis à côté de sa femme, reçoit une lettre de l'un de ses secrétaires. Le jeu des illusions trouve son point culminant dans le célèbre oculus de la voûte, où une série de chérubins et de demoiselles d'honneur qui regardent en plaisantant vers le bas, surplombent la pièce, fortement raccourcis vus d'en bas. La voûte abrite également une série de fresques en grisaille, avec des bustes d'empereurs romains et des scènes mythologiques, qui donnent à la pièce l’apparence d'une magnifique ancienne salle où la vie de la cour contemporaine revendique la même noblesse que celle de l'âge classique. La Chambre des Époux marque un tournant décisif dans le style des peintures des cours italiennes qui passe des somptueux ornements du gothique tardif à une image plus solennelle, intellectuelle et humaniste. Le spectateur admis dans le palis des Gonzague découvre avec la Chambre des Époux une peinture presque officielle. L'élaboration cultivée de l'image et du cycle est poussée et les « entrées » en sont multiples ; mais l'unité de l'ensemble peut être perçue à un niveau plus simple et immédiat, comme une glorification de la famille régnante. Le peintre y est parvenu à adapter l'exigence cultivée et allusive aux niveaux de perception différenciés que la fonction et l'emplacement donnent à l'image qui peut alors jouer son rôle social. Par sa capacité à transposer efficacement le mythe politique en cours d'élaboration à Mantoue, Mantegna apparait comme l'un des fondateurs de la grande peinture idéologique laïque et comme l'inventeur du « paysage composé » moderne où la nature est transparente à l'histoire humaine.
Sous François II, Mantegna se consacre à des travaux encore plus ambitieux. Dans Les Triomphes de César (1485 - vers 1505), il fusionne magistralement la passion de l'Antiquité et l’appétence médiévale pour le détail de l'épisode. Le cycle, dont neuf toiles sont connues, toutes au château de Hampton Court près de Londres, était extrêmement célèbre, vu par les invités de marque et célébré par tous, même si toute cette popularité est à l'origine du mauvais état de conservation d'aujourd'hui, en raison des nombreuses tentatives maladroites de restauration que ces toiles ont subies au cours des siècles. Chaque toile a une forme carrée, d'environ 2,80 mètres de côté. Les protagonistes d'une procession triomphale de Jules César y sont représentés. Cette procession se déroule de peinture en peinture, sur une pièce entière, avec un point de vue optimisé pour une vision par le bas. En fait, on pense qu'il y avait autrefois un système de piliers en bois qui entrecoupaient les scènes, donnant l'impression de tout voir à travers une loggia ouverte. Le cortège est inspiré de plusieurs sources anciennes et modernes. Les données savantes sont éclipsées par la représentation des personnages dans les attitudes les plus variées.

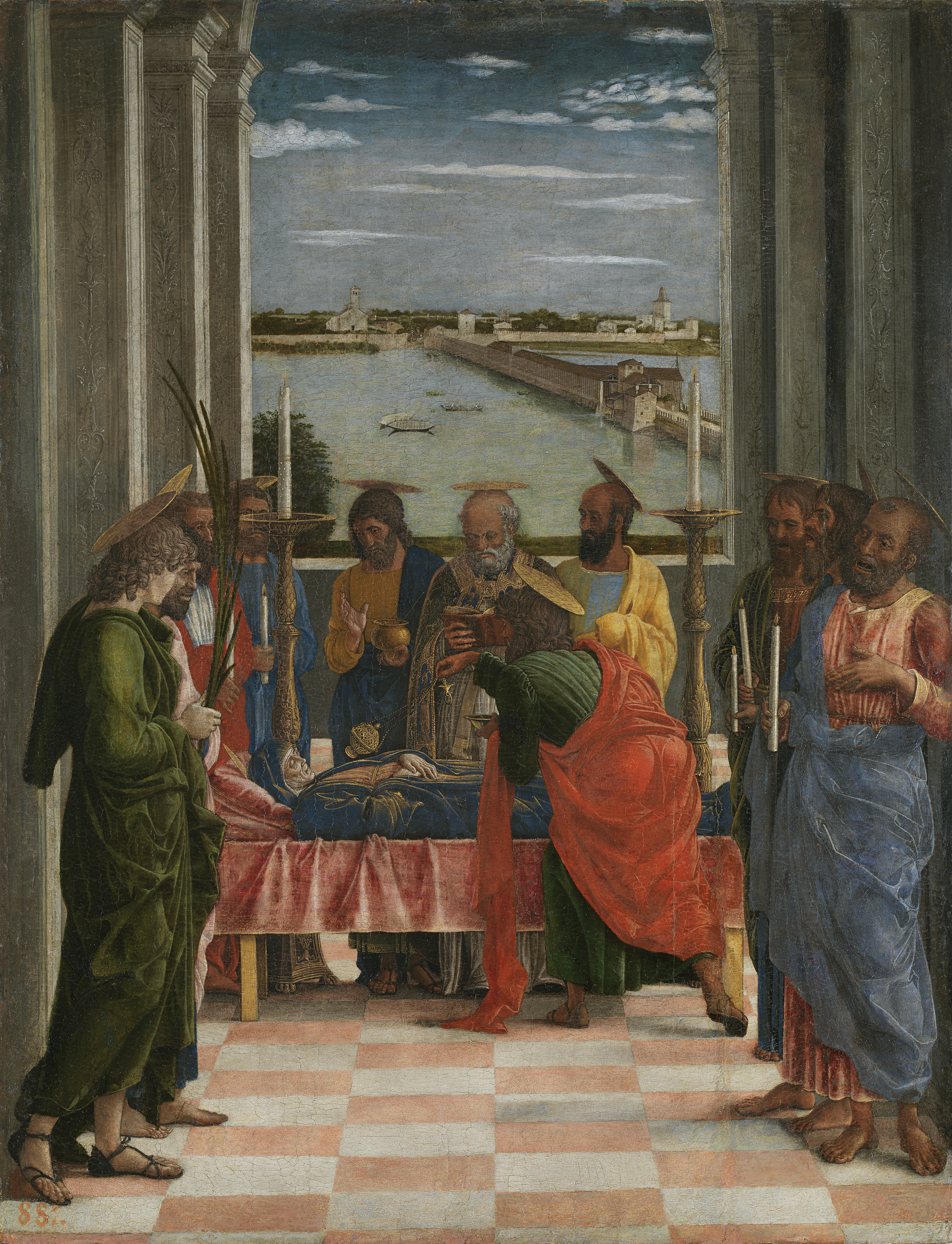
La Mort de la Vierge.
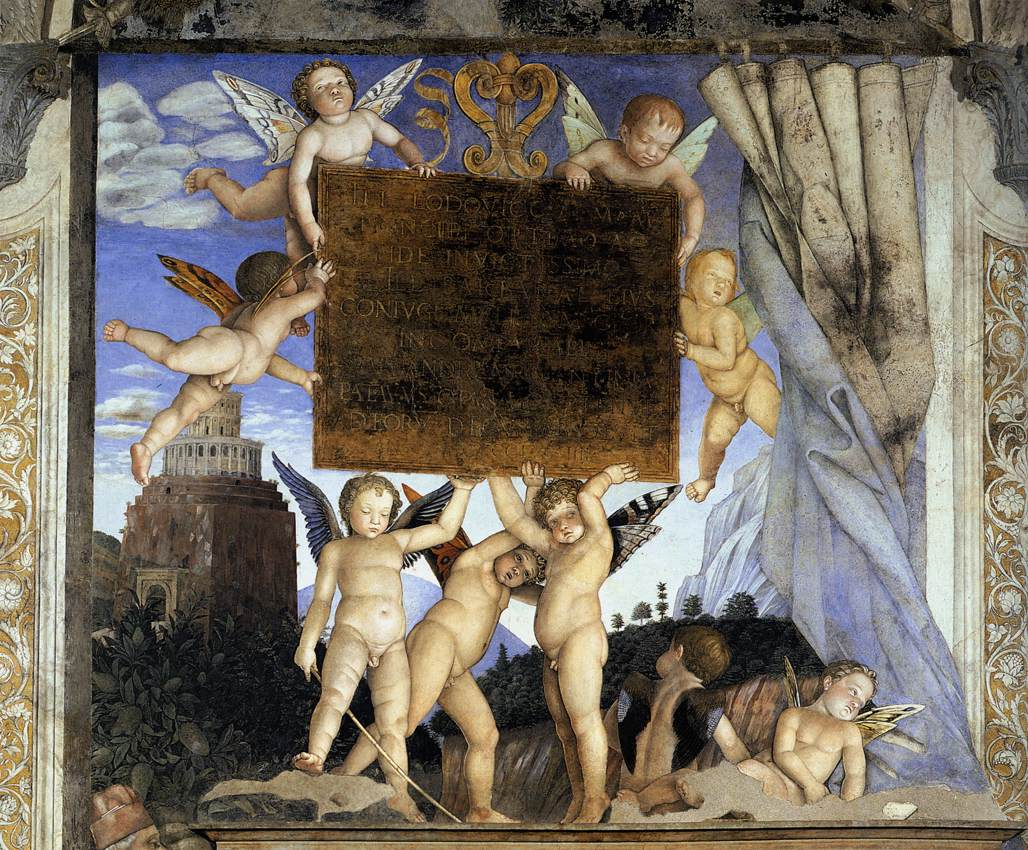
Putti tenant la plaque de dédicace dans La Chambre des Époux.
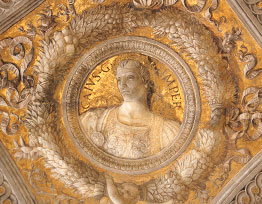
Les bustes des Césars dans La Chambre des Époux.
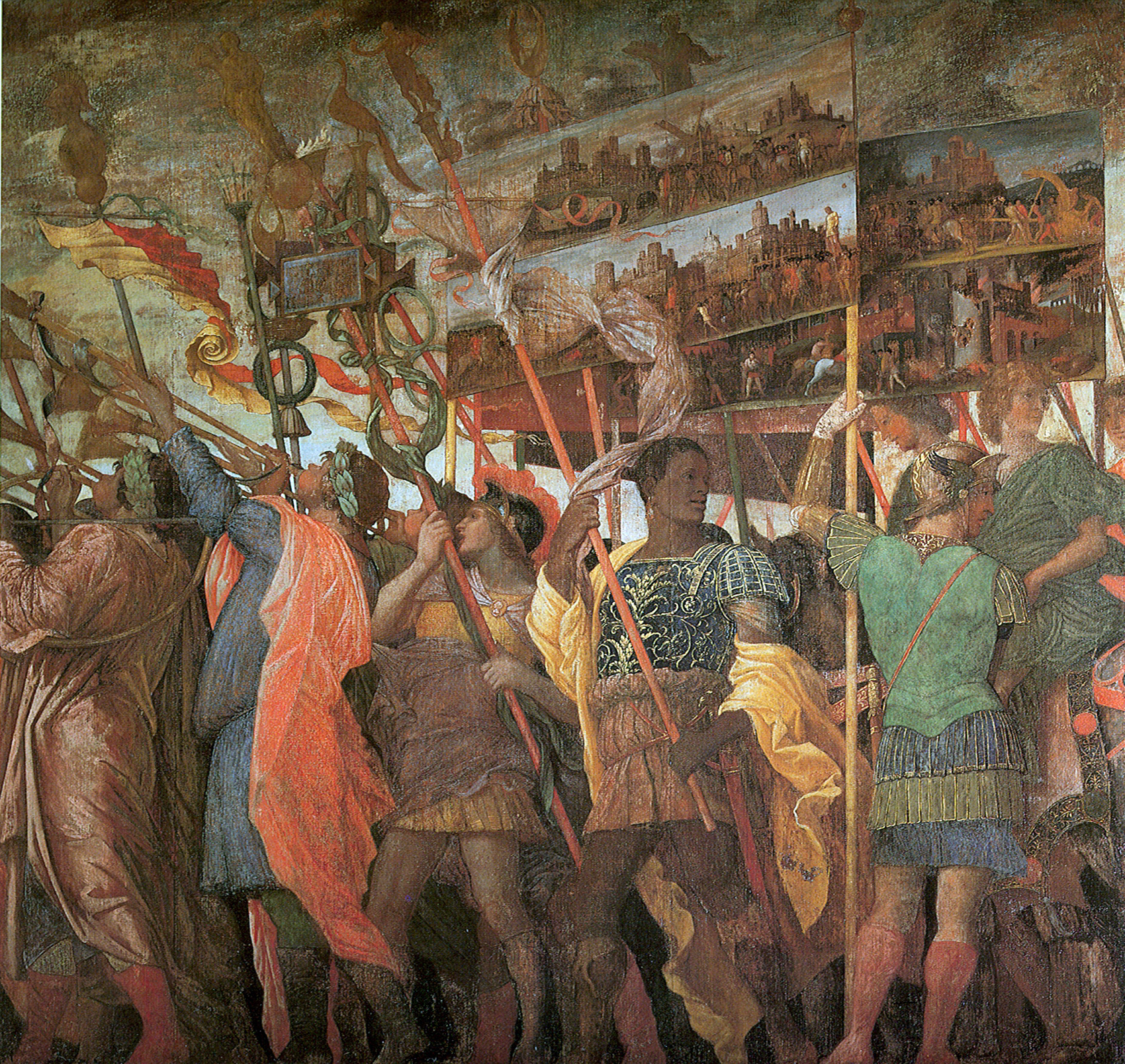
Triomphes de César, première toile : trompettistes et porteurs d'insignes.

## Isabelle d'Este et Frédéric Gonzague

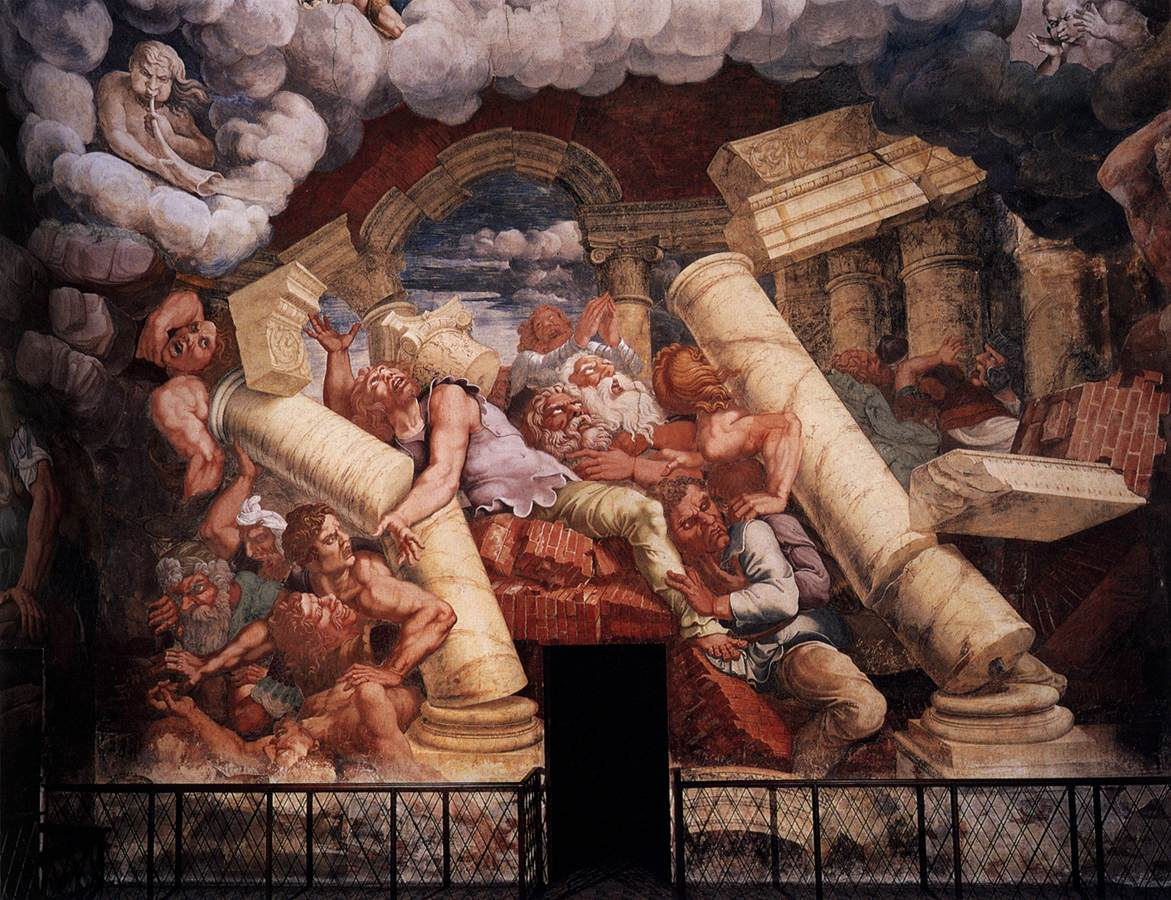
Giulio Romano, Salle des géants.

À l’époque d'Isabelle d'Este, la renommée de Mantegna, maintenant âgé, décline. Bien que la marquise apprécie ses qualités incontestées de peintre de scènes figuratives et mythologiques, lui commandant plusieurs peintures pour son studiolo, elle ne goûte pas ses qualités de portraitiste, du fait de son style aux traits rigides, peu enclin à traduire une certaine douceur naturelle, dont les représentants en Italie sont Léonard de Vinci, Le Pérugin et les Vénitiens tels que Giovanni Bellini et Giorgione.
Cependant, dans ce Studiolo, au programme « amoureux » élaboré par les conseillers humanistes, Mantegna invente, dans une large mesure, les principes fondamentaux de la peinture mythologique. Dans sa structure figurative même, Minerve chassant les Vices du jardin de la Vertu illustre bien le travail de mise au point d'un vocabulaire figuratif auquel se livre le peinte et la conscience qu'il en a. Derrière l'istoria allégorique proprement dite, le style nouveau all'antica chasse du lieu figuratif les anciennes imagines agentes de la tradition médiévale. Cette image illustre la métamorphose et le renouvellement profond du matériel figuratif qui sont en cours et dont Mantegna est un des promoteurs.
Le début du XVIe siècle est dominé par les initiatives culturelles de la marquise, dont il reste une très précieuse correspondance avec divers peintres, qui témoigne de la relation entre mécènes et artistes à la veille de la « voie moderne ». Pour son Studiolo, elle commande des peintures aux principaux artistes de l'époque, dont Mantegna, Le Pérugin, Lorenzo Costa, Le Corrège et Titien. Le choix des peintres est alors dicté par leur mérite, mais aussi par les relations familiales et personnelles. Botticelli confie à l'agent florentin d'Isabelle qui serait heureux de peindre un tableau pour son studiolo, mais elle n'accepte pas la proposition car il ne fait pas partie de son réseau. Isabelle tente d'obtenir de tous les artistes qu'ils se conforment à l'exemple donné par les toiles de Mantegna, leur imposant le programme iconographique, les dimensions de l'œuvre, des indications sur le medium, soit la gouache avec un vernis à l'huile comme utilisé par Mantegna. Le style de Costa rencontre une certaine faveur ; Pérugin a interdiction d'introduire aucune de ses idées personnelles.
Elle transmet pleinement son amour pour les arts à son fils Frédéric, qui, en 1524, fait un virage vers la « modernité » dans l'art de la cour avec l'arrivée de Giulio Romano, un élève et disciple de Raphaël, qui construit et décore le Palais du Te où il peint à la fresque la célèbre Salle des Géants. Construit entre 1524 et 1534, ce palais est son œuvre la plus célèbre.
L'approbation d'Isabelle demeure cependant un des éléments majeurs du mécénat de son fils, bien que ses goûts sensuels soient très différents des siens. Il entame une politique artistique exubérante et ostentatoire où l'érotisme devient le complément de la propagande politique. Il prend le contre-pied des inclinations morales de sa mère et commande à Corrège une série de toiles représentant les amours des dieux. Il se fait représenter en Jupiter séduisant Olympia, représentant sa maîtresse Isabella Boschetti, dans la fresque de la Salle des Amours de Psyché au palais du Te.
Giulio Romano reste vingt-deux ans à Mantoue comme peintre et architecte de cour. L'exubérance et la sensualité de ses tableaux, la traduction des modèles anciens en un langage « moderne » et ses brillantes prouesses illusionnistes illustrent la continuité et l'adaptation des idéaux du XVe siècle. Le palais du Te lui-même, conçu selon des proportions irrégulières, tirant parti des bizarreries qui en résultent, prend des libertés avec les lois de l'architecture. Sa décoration suit la loi du plaisir qui dirige le palais entier.

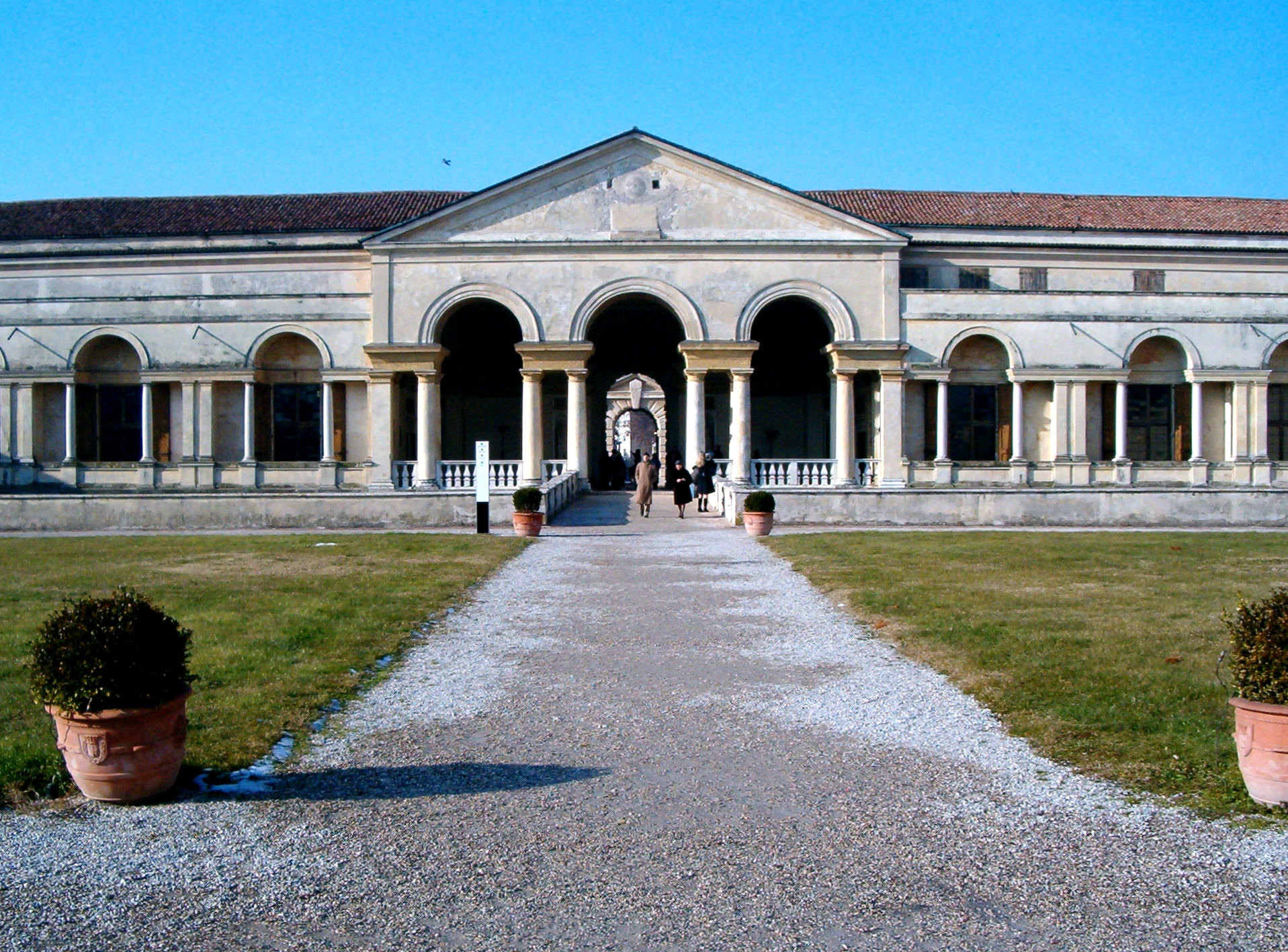
Palazzo Te.

## Sculpture
Il est fait peu cas de la sculpture à la cour de Mantoue en raison de l’absence de carrières sur son territoire et des droits d'importation coûteux des territoires voisins. Pour cette raison, une riche production de peintures en grisaille s’est développée dont le plus grand producteur fut Mantegna. Ce n'est qu'à l'époque d'Isabelle d'Este que l’on trouve trace des séjours de certains sculpteurs de renom, comme Tullio Lombardo ou Pier Jacopo Alari Bonacolsi, auteur d'une série de bronzes qui imitent les œuvres classiques pour le Studiolo d'Isabelle d'Este.